# XML-RPC
XML-RPC è un protocollo utilizzato in informatica che permette di eseguire delle chiamate a procedure remote (RPC) attraverso la rete Internet.
Questo protocollo si basa sullo standard XML per codificare la richiesta che viene trasportata mediante il protocollo HTTP o HTTPS. Nonostante la sua semplicità, permette di trasmettere strutture dati complesse, chiederne l'esecuzione e averne indietro il risultato.

## Utilizzo
XML-RPC funziona inviando una richiesta HTTP al server che implementa il protocollo. Il client in questo caso è tipicamente del software che vuole invocare un singolo metodo su di un sistema remoto.
Al metodo remoto possono essere passati parametri di input multipli e viene restituito un solo valore di ritorno. I tipi di parametri permettono di nidificare i parametri stessi in liste e mappe, in modo da poter trasportare strutture di più grandi dimensioni. Quindi XML-RPC può essere utilizzato per trasportare oggetti o strutture sia come parametri di input che per restituire i valori di output.
L'"identificazione" del client per scopi di autorizzazione può essere ottenuta utilizzando i noti metodi di sicurezza di HTTP. Per l'identificazione viene utilizzata la basic access authentication, HTTPS viene invece utilizzato quando si ha necessità di identificazione (attraverso certificati) e messaggi criptati. Entrambi i metodi possono comunque essere combinati.
A differenza di REST, in cui vengono trasferite "rappresentazioni di risorse" (documenti) XML-RPC è progettato per "invocare metodi".
XML-RPC è più semplice da utilizzare e da capire rispetto a SOAP perché:
- Permette un solo modo per serializzare i metodi, invece SOAP definisce molti encodings differenti.
- Ha un modello di sicurezza più semplice.
- Non richiede (né supporta) la creazione di descrizioni di servizio WSDL, sebbene XRDL offra un semplice subset delle funzionalità fornite da WSDL.

JSON-RPC è molto simile ad XML-RPC, la differenza sostanziale sta nel fatto che i dati vengono incapsulati in pacchetti JSON anziché XML.

## Tipi di dato
I tipi di dato più comuni possono essere convertiti nel loro equivalente XML secondo gli esempi mostrati di seguito:
| Nome      | Esempio | Descrizione                                                      |
| --------- | --- | ---------------------------------------------------------------- |
| array     | <array> <data> <value><i4>1404</i4></value> <value><string>Something here</string></value> <value><i4>1</i4></value> </data> </array>          | Array non associativo (senza chiavi)                             |
| base64    | <base64>eW91IGNhbid0IHJlYWQgdGhpcyE=</base64>                                                                                                  | Dati binari codificati in Base64                                 |
| boolean   | <boolean>1</boolean> | Booleano (0 or 1)                                                |
| date/time | <dateTime.iso8601>19980717T14:08:55</dateTime.iso8601>                                                                                         | Data e ora in formato ISO 8601                                   |
| double    | <double>-12.53</double> | Double, numero in virgola mobile                                 |
| integer   | <int>42</int> o <i4>42</i4> | Numero intero                                                    |
| string    | <string>Hello world!</string> o Hello world!                                                                                                   | Stringa di caratteri. Deve seguire le regole di codifica di XML. |
| struct    | <struct> <member> <name>foo</name> <value><i4>1</i4></value> </member> <member> <name>bar</name> <value><i4>2</i4></value> </member> </struct> | Array associativo                                                |
| nil       | <nil/> | Valore nullo                                                     |

## Esempi
Un esempio di richiesta XML-RPC tipica può essere:
```
<?xml version="1.0"?>

<methodCall>

  
<methodName>
examples.getStateName
</methodName>

  
<params>

    
<param>

        
<value><i4>
40
</i4></value>

    
</param>

  
</params>

</methodCall>

```

Se la richiesta va in porto, XML-RPC produrrà una risposta del tipo:
```
<?xml version="1.0"?>

<methodResponse>

  
<params>

    
<param>

        
<value><string>
South
 
Dakota
</string></value>

    
</param>

  
</params>

</methodResponse>

```

Altrimenti la risposta sarà del tipo:
```
<?xml version="1.0"?>

<methodResponse>

  
<fault>

    
<value>

      
<struct>

        
<member>

          
<name>
faultCode
</name>

          
<value><int>
4
</int></value>

        
</member>

        
<member>

          
<name>
faultString
</name>

          
<value><string>
Troppi
 
parametri.
</string></value>

        
</member>

      
</struct>

    
</value>

  
</fault>

</methodResponse>

```